# 以色列开放大学
32°11′19″N 34°53′17″E / 32.18872464332128°N 34.88792181015015°E

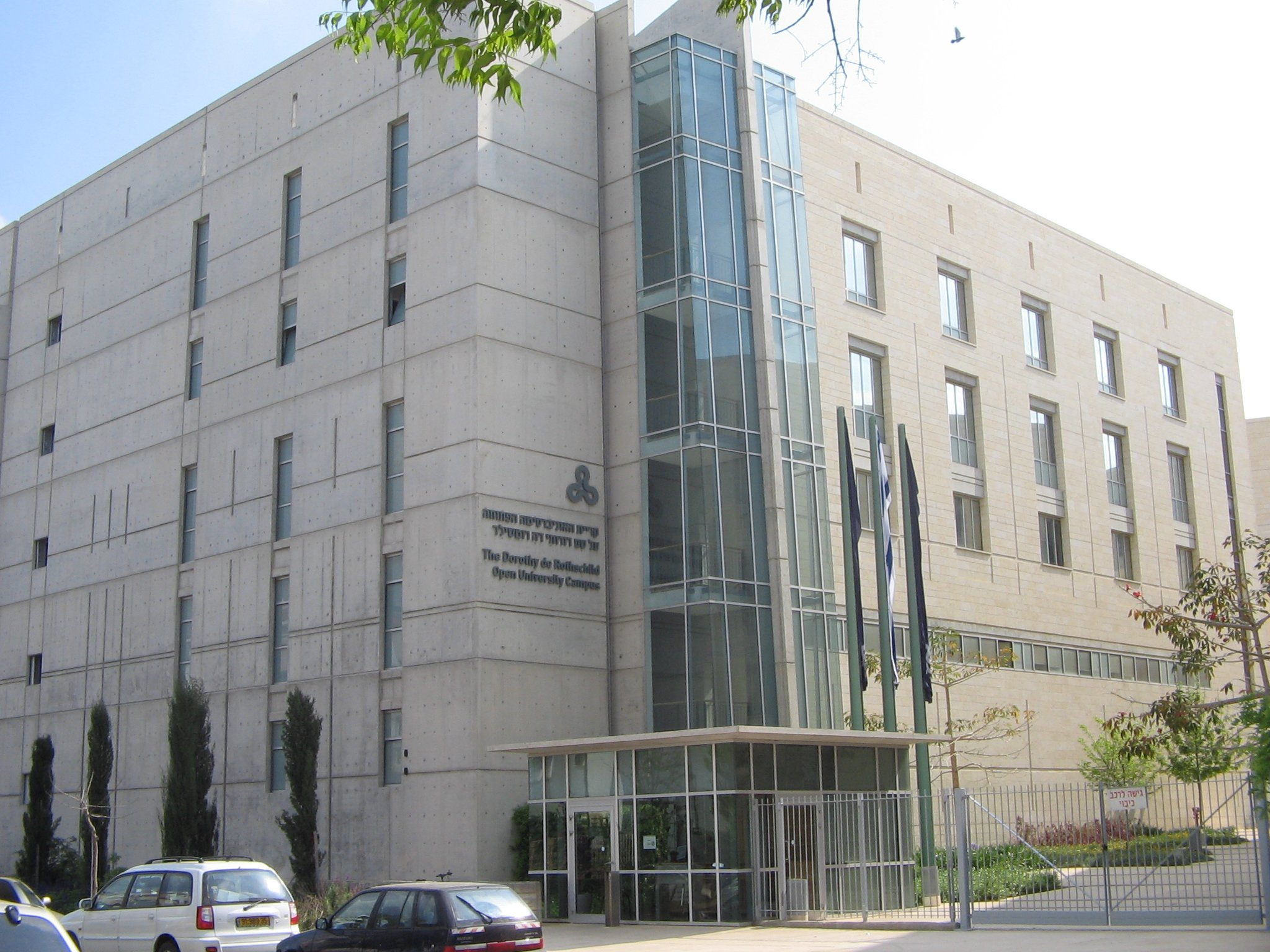
在以色列赖阿南纳的中央校园

以色列开放大学 (the Open University of Israel - האוניברסיטה הפתוחה, HaUniversita HaPtukha) 是在以色列一所採用远程教育的大学。主校区位于城市赖阿南纳的。截至2006年，以色列公开大学共有大约39,000名学生。课程考试可在世界各地的以色列领事馆和犹太代办处办事处举行